# Wahlenbergia pulvillus-gigantis
Wahlenbergia pulvillus-gigantis är en klockväxtart som beskrevs av Olive Mary Hilliard och Brian Laurence Burtt. Wahlenbergia pulvillus-gigantis ingår i släktet Wahlenbergia och familjen klockväxter. Inga underarter finns listade i Catalogue of Life.